# Espionnage et Bricolage
Pour plus de détails, voir Fiche technique et Distribution.
Espionnage et Bricolage (Sugar and Spies) est un film américain d'animation Looney Tunes de 6 minutes et mettant en scène Bip Bip et Vil Coyote réalisé par Robert McKimson en 1966.

## Fiche technique
- Réalisateurs : Robert McKimson
- Producteur : David H. DePatie et Friz Freleng
- Compositeur : William Lava